# Elva Hsiao
Elva Hsiao (* 24. August 1979 in Taipeh), auch bekannt als Elva Siu oder Hsiao Ya Hsuan, ist eine taiwanische Mandopop-Sängerin.

## Leben
Sie kann Englisch schreiben und sprechen, da sie während ihrer High-School-Jahre in Vancouver, Kanada lebte. Während sie in Vancouver war, nahm sie mit ihrem Geburtsnamen, Hsiao Ya-chih (蕭雅之 Xiāo Yǎzhī), an einem Gesangswettbewerb teil und wurde eine der 12 Finalisten, kam jedoch nicht auf einen der oberen fünf Ränge. Das Lied, das sie sang, war von Coco Lee, „Love Me A While Longer“ [愛我久一點 Ài wǒ jiǔ yīdiǎn].

### Musikalische Karriere
Elva hatte ursprünglich einen Plattenvertrag mit dem Plattenlabel „Virgin Records Taiwan“, einem Label der EMI Group, unterzeichnet. „Virgin Records Taiwan“ gab ihr auch den Künstlernamen Elva Hsiao (蕭亞軒 Xiāo Yǎxuān). Ihr Debütalbum, das nach ihr benannt war, erschien 1999 und wurde in Asien über 1 Million Mal verkauft. Dies festigte ihren Status in der chinesischen Musikindustrie.
Ihren Song U Make Me Wanna, der auf ihrem Album Love's Theme Song, Kiss (2002) erschien, sang sie mit der britischen Boygroup Blue. Elva verließ „Virgin Records“ im Sommer 2004.
Ein Jahr lang machte Elva eine Pause, während diverse Plattenfirmen um ihren nächsten Vertrag kämpfen. Es endete mit einem Kampf zwischen Warner Music Taiwan und Sony BMG, welchen Warner Music gewann und schließlich am 23. März 2005 einen Vertrag mit Elva abschloss. Ihre Fans waren darüber überglücklich und warteten auf das neue Album, welches laut Warner schon im Juni 2005 erscheinen sollte.
Jedoch hatte Warner Musik Taiwan einige ernsthafte Probleme während dieser Zeit: Leitende Angestellte kündigen und Mitarbeiter wurden entlassen. Viele andere Warner Künstler waren betroffen und erhielten nicht viel Promotion. Doch bei niemandem war es so schlimm wie bei Elva: Die Veröffentlichung ihres Albums wurde verschoben auf September, dann Oktober, November, Dezember, bis Warner bekannt gab, dass sich das Album auf unbestimmte Zeit verzögern würde. Dies verärgerte die ungeduldig wartenden Fans, welche sich in den Internetforen von Warner Music Taiwan beschwerten. Die gesamte Website musste für eine Woche außer Betrieb gesetzt werden.
Im Februar 2006 wurde dann von einem Warner Music Vertreter in einem Interview bekannt gegeben, dass das Album etwa Ende März/Anfang April erscheinen würde. Nur ein paar Wochen später berichtete eine Zeitschrift von weiteren Entlassungen von Mitarbeitern und, dass sich die Veröffentlichung des Albums möglicherweise bis Ende April/Anfang Mai verzögern könnte.
Im Juni 2006 veröffentlichte sie eine neue Single mit dem Titel „The World I Want“ [我要的世界 Wǒ yào de shìjiè].
Im Oktober 2006 ist das Album immer noch nicht veröffentlicht worden. Doch Elva verkündete, dass dies im Dezember endlich der Fall sein würde. Zu dieser Zeit war Elva in Los Angeles und arbeitete an einer Choreografie. Darüber hinaus veröffentlichte sie eine neue Promotion-Single mit dem Namen „Elva Is Back“.
Elva und Warner Music gaben im November bekannt, dass das Album am 22. Dezember 2006 endlich veröffentlicht werden würde. Der Name des Albums ist [1087]. Die Zahl steht für die Anzahl der Tage, die Elva von der Mandopop Szene abwesend war.
Sie koppelte aus diesem Album bereits sechs Singles aus.

### Rückkehr zu EMI
Nach der Zusammenarbeit mit Warner Music entschied sich Elva, 2008 zu ihrem alten Plattenlabel zurückzugehen: „Virgin Records“ der Firma EMI. Sie beschrieb den Wechsel als „wieder nach Hause zurückkehren“ (going back home), da sie 1999, eine der ersten Künstler war, die bei „Virgin Music Chinese“ einen Plattenvertrag unterzeichneten.

### Film und andere Medienarbeit
In Taiwan war Elva in einigen Werbespots zu sehen. Sie warb für viele verschiedene Artikel, angefangen von Mobiltelefonen, bis hin zu Schmuck und Make-up. So warb sie z. B. für große Marken wie Motorola, Sprite, De Beers, Avon und Pantene.
Sie hatte Rollen in zwei Filmen: Infernal Affairs (2002) und The Butterfly Lovers (2004).

## Diskografie

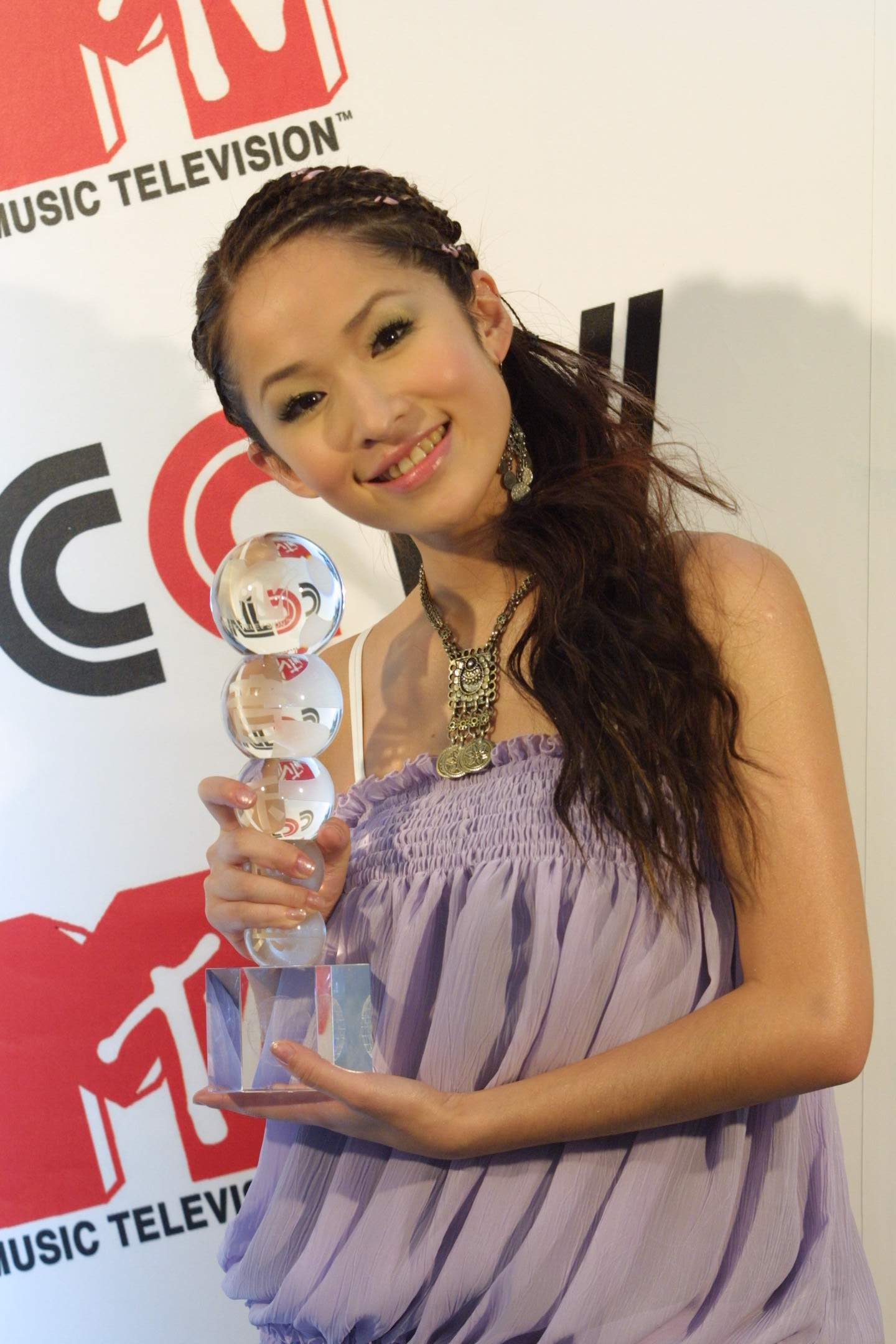
Elva Hsiao mit dem CCTV-MTV Music Award
(Peking 2002)

### Studio-Alben
1. Elva Hsiao Self-Titled Album (蕭亞軒同名專輯, Xiao Yaxuan Tongming Zhuanji) (17. November 1999)
2. Red Rose (紅薔薇, Hongqiangwei) (15. August 2000)
3. Tomorrow (明天, Mingtian) (21. April 2001)
4. 4 U (11. Februar 2002)
5. Love's Theme Song, Kiss (愛的主打歌，吻, Ai de Zhudage, Wen) (1. November 2002)
6. In Love with Love (愛上愛, Ai shang Ai) (16. Mai 2003)
7. Fifth Avenue (第五大道, Di Wu Dadao) (31. Dezember 2003)
8. 1087 (22. Dezember 2006)
9. 3-Faced Elva (三面夏娃, San Mian Xiawa) (15. Juni 2008)
10. Diamond Candy (鑽石糖, Zuanshitang) (9. Oktober 2009)
11. Miss Elva (蕭灑小姐, Xiao Sa xiaoje) (24. September 2010)
12. I'm Ready (我爱我, Wo ai wo) (23. Dezember 2011)
13. Super Girl (Super Girl, 愛無畏, Ai wuwei) (22. Dezember 2012)

### Compilations
- Beautiful Episode (美麗的插曲, Meili de Chaqu) (2004)
- Love Elva... Remix & More (最熟悉的...蕭亞軒, Zui Shuxi de ... Xiao Yayuan) (2006)